# Dobrzanka
Dobrzanka (ukrán nyelven: Добрянка) Lengyelország délkeleti részén, a Kárpátaljai vajdaságban, a Przemyśl járásban, Gmina Bircza község területén található lakatlan település, közel a lengyel–ukrán határhoz. A település a járás központjától, Przemyśltől 30 kilométernyire délnyugatra található és a vajdaság központjától, Rzeszówtól 50 kilométernyire található délkeleti irányban.

## Történelem
A települést valószínűleg a tízhetedik század elején alapították. Első írásos említése 1631-ben volt. A 19. század végén a bíróság épülete a falú végén helyezkedett el.

## Népesség
1880-ban 38 házban 266 ember lakott. 1921-ben a falunak 61 háza volt és 391 lakosa (ebből 339 görögkatolikus, 29 római katolikus, 23 lutheránus vallású volt). A népszámlálás szerint 363 személy lengyel állampolgár volt. 1947-ben a legtöbb lakost áttelepítették a Visszaszerzett Tartományokba. A faluban 15 ember maradt három házban.
A település népessége az elmúlt években az alábbi módon változott:
| Lakosok száma | 266  | 391  | 15   |      |
|               | 1880 | 1921 | 1947 | 2006 |

## Fordítás
Ez a szócikk részben vagy egészben  a   Dobrzanka című lengyel Wikipédia-szócikk ezen változatának fordításán alapul.  Az eredeti cikk szerkesztőit annak laptörténete sorolja fel. Ez a jelzés csupán a megfogalmazás eredetét és a szerzői jogokat jelzi, nem szolgál a cikkben szereplő információk forrásmegjelöléseként.